# Arrhyton supernum
Arrhyton supernum är en ormart som beskrevs av Hedges och Garrido 1992. Arrhyton supernum ingår i släktet Arrhyton och familjen snokar. Inga underarter finns listade i Catalogue of Life.
Arten förekommer i provinsen Guantánamo i östra Kuba. Den lever i kulliga områden mellan 130 och 650 meter över havet. Ett exemplar hittades vid en kakaoodling under en sten och en annan individ upptäcktes på betesmarker i närheten av en ravin med skog. Antagligen lägger honor ägg.
Landskapsförändringar kan vara ett hot mot beståndet. Kanske dödas några exemplar av introducerade tamkatter och manguster. IUCN listar Arrhyton supernum med kunskapsbrist (DD).